# T·K·惠特科尔
托马斯·肯尼斯·惠特科尔(英語：T. K. Whitaker,1916年12月8日—2017年1月9日)，是20世纪爱尔兰知名经济学家、公务员。被认为是爱尔兰经济腾飞的功勋人物。在其93岁高龄时，依然对爱尔兰经济议题保持着敏锐观察并被定期征询。

## 生平

### 职业生涯
1956年，39岁的惠特科尔令人意外地被任命为爱尔兰财政部秘书。在当时陷入困顿的经济环境下，此番任命令人颇感意外。当时爱尔兰经济增长停滞，通货膨胀难以解决，失业率居高不下，生活标准底下并且居民移居它国率与出生率相差无几。惠特科尔笃信自由贸易，用竞争代替贸易保护主义是大势所趋，并且会创造就业岗位，将经济重心从农业转移到工业和服务业。随后他在财政部内组建了一个团队，对经济进行了细致研究，最终为推动政策改革形成了一套方案。该计划为政府所接受，并且以白皮书《经济扩张第一计划》的形式在1958年11月发表。该计划后来成为爱尔兰经济史上的里程碑事件，为爱尔兰经济带来了海外投资。